# Euphorbia mangorensis
Euphorbia mangorensis är en törelväxtart som beskrevs av Jacques Désiré Leandri. Euphorbia mangorensis ingår i släktet törlar, och familjen törelväxter. IUCN kategoriserar arten globalt som starkt hotad.
Artens utbredningsområde är Madagaskar. Inga underarter finns listade i Catalogue of Life.